# Campor (Proppo)
Campor is een bestuurslaag in het regentschap Pamekasan van de provincie Oost-Java, Indonesië. Campor telt 7378 inwoners (volkstelling 2010).